# Hiromasa Azuma
Hiromasa Azuma (吾妻 弘将 Azuma Hiromasa?), född 29 augusti 1977 i Wakayama prefektur, är en japansk före detta fotbollsspelare.
Azuma började sin karriär 2000 i Ventforet Kofu. Han spelade 27 ligamatcher för klubben. Han avslutade karriären 2002.